# 中島駅 (愛知県)
中島駅（なかじまえき）は、愛知県名古屋市中川区掛入町3丁目にある、名古屋臨海高速鉄道あおなみ線の駅である。駅番号はAN06。

## 歴史
- 2004年（平成16年）
  - 9月20日：沿線区住民対象の試乗会にて公開。
  - 9月25日：名古屋市民対象の試乗会にて公開。
  - 10月6日：開業。

## 駅構造
相対式ホーム2面2線を有する高架駅。上下線のホームに安全対策として可動式ホーム柵を設置。バリアフリーの対応として上下線ともにエレベーターを各1基配置。自動精算機はスペースは確保されているものの設置されていない。また、ごみ箱は2番線 名古屋方面ホームにのみ設置されている。
終日駅員のいる管理駅で、巡回駅である小本駅 - 南荒子駅間および港北駅 - 稲永駅間の各駅を管理している。2015年（平成17年）10月以降は合理化により、あおなみ線の中間駅では唯一、駅員が常駐するようになった。
改札窓口の横にあおなみ線1000形電車のプラレール（非売品）が展示されている。

### のりば
| 番線 | 路線        | 方向 | 行先         |
| ---- | ----------- | ---- | ------------ |
| 1    | ■あおなみ線 | 下り | 金城ふ頭方面 |
| 2    | ■あおなみ線 | 上り | 名古屋方面   |

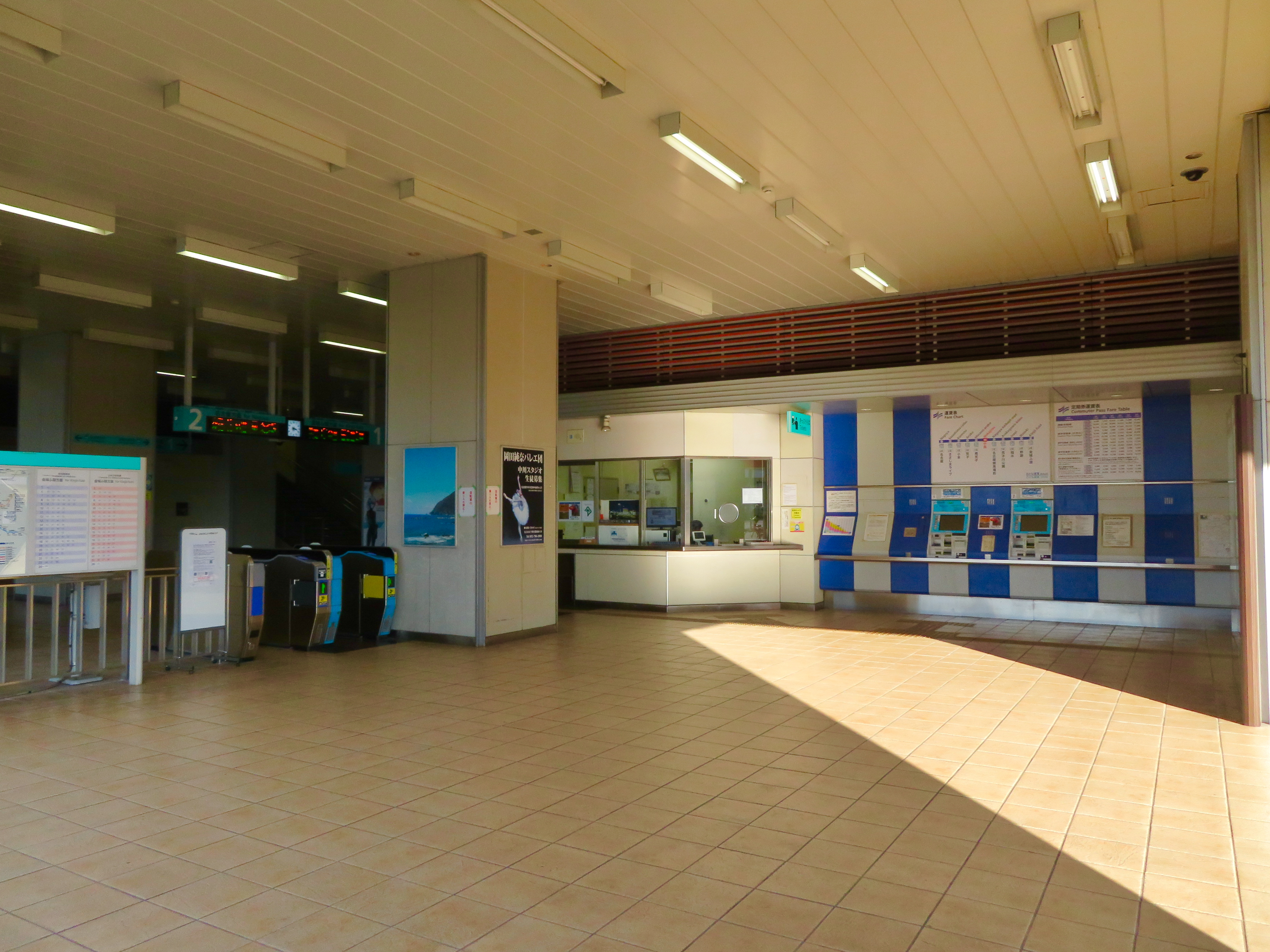
改札口付近（2020年2月）
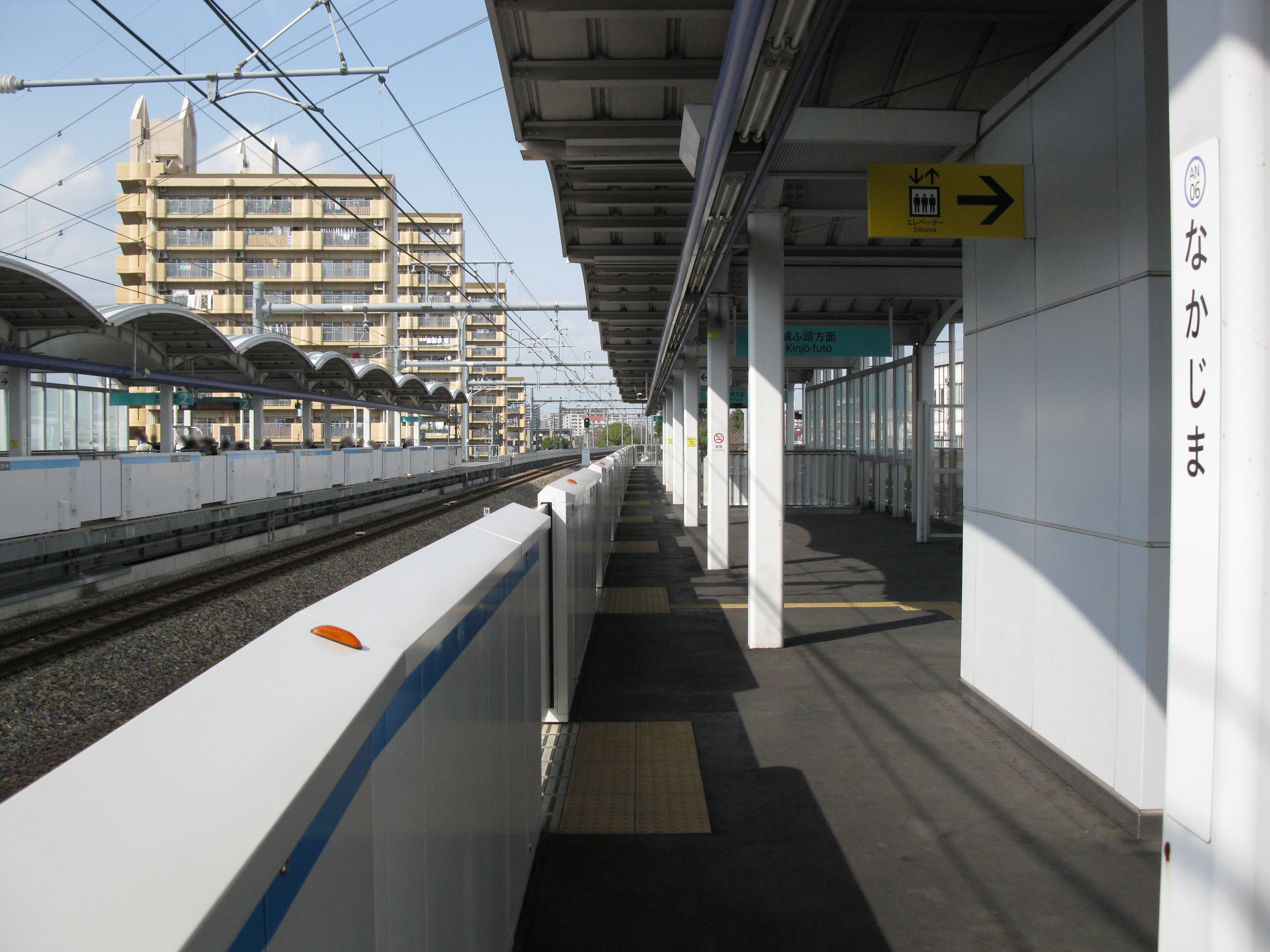
ホーム（2010年3月）

## 利用状況
2021年度の乗車人員は857,505人、同年度の1日平均乗車人員は2,349人である。あおなみ線では名古屋駅、港北駅に次ぐ第3位である。この駅より南側（稲永駅まで）は周辺に地下鉄の駅がなくなるため、北側より若干利用客が多くなる。
近年の年度別乗車人員の推移は下表のとおりである。
| 年度               | 乗車人員 | 乗車人員  |
| 年度               | 1日平均  | 年度毎    |
| ------------------ | -------- | --------- |
| 2004年（平成16年） | 1,179    | 208,624   |
| 2005年（平成17年） | 1,628    | 594,347   |
| 2006年（平成18年） | 1,820    | 664,350   |
| 2007年（平成19年） | 2,066    | 756,105   |
| 2008年（平成20年） | 2,166    | 790,580   |
| 2009年（平成21年） | 2,191    | 799,806   |
| 2010年（平成22年） | 2,229    | 813,690   |
| 2011年（平成23年） | 2,247    | 822,219   |
| 2012年（平成24年） | 2,318    | 846,133   |
| 2013年（平成25年） | 2,403    | 877,093   |
| 2014年（平成26年） | 2,509    | 915,666   |
| 2015年（平成27年） | 2,577    | 943,269   |
| 2016年（平成28年） | 2,667    | 973,408   |
| 2017年（平成29年） | 2,807    | 1,024,525 |
| 2018年（平成30年） | 2,853    | 1,041,235 |
| 2019年（令和元年） | 2,796    | 1,023,500 |
| 2020年（令和2年）  | 2,166    | 790,655   |
| 2021年（令和3年）  | 2,349    | 857,505   |

## 駅周辺
中川区を横断する国道1号の北側、軽自動車販売店スーパージャンボの西側にある。
- 愛知運輸支局
- 名古屋市立工業高等学校
- マックスバリュ昭和橋通店
- 洋服の青山 名古屋中川店
- スーパージャンボ中川店
- ラウンドワン中川1号線店
- 名古屋銀行東中島支店
- 大垣共立銀行東中島支店
- 名古屋貨物ターミナル駅 - JR貨物西名古屋港線
- 中川プール
- 国道1号

## バス路線
最寄りバス停留所は、中島駅、東中島となる。以下の路線バスが乗り入れ、名古屋市交通局、三重交通により運行されている。三重交通は中島駅停留所を通過するため、東中島停留所が最寄りとなる。市立工業高校停留所も比較的近い。
中島駅
- 幹神宮2：熱田区役所行、六番町行、中川車庫前行、権野行
- 名駅20：名古屋駅行、中川車庫前行、権野行

東中島
- 中島駅停留所に停車する全ての名古屋市営バス
- 名古屋（名鉄バスセンター）行、イオンモール名古屋茶屋行、桑名駅前行

## その他
- 計画時の仮称は「昭和橋通」であった[4]。
- 名古屋市営バス中島駅バス停は最近まで「なかしま」と読んでいたが、2007年（平成19年）10月現在は「なかじま」と駅名に合わせられた。中川区内の中島のつく町名（東中島町・中島新町・西中島）の読み方はいずれも「なかじま」であり、バス停の読み方もそれに合わせているが、中島橋バス停のみ「なかしま」と読む。

## 隣の駅
名古屋臨海高速鉄道
■あおなみ線
南荒子駅 (AN05) - 中島駅 (AN06) - 港北駅 (AN07)
- ()内は駅番号を示す。